# Novantinoe mathani
Novantinoe mathani là một loài bọ cánh cứng trong họ Cerambycidae.